# Rumeli Hisarı
Rumeli Hisarı lub Forteca Rumeli (tur. Rumeli – rumelijski) – osmańska forteca w Stambule, na wzgórzu na europejskim brzegu Bosforu. Zamek został wybudowany na polecenie sułtana Mehmeda II w okresie 1451 – sierpień 1452, naprzeciwko Anadolu Hisarı, znajdującej się po azjatyckiej stronie, jako twierdza pomocnicza do oblężenia Konstantynopola. Głównym zadaniem twierdzy była blokada drogi morskiej przez Bosfor dla statków cesarskich i odcięcie Bizancjum od Morza Czarnego. Zamek nazywano popularnie Boğazkesen (Podrzynający Gardło).
Twierdza została wybudowana na bizantyjskich ruinach, z których wykorzystano budulec przy wznoszeniu twierdzy. Forteca straciła na znaczeniu po zdobyciu Konstantynopola w 1453 roku i po wybudowaniu dwóch twierdz nad Morzem Czarnym. Fortecę zamieniono na magazyny i więzienie dla dyplomatów. Twierdza uległa uszkodzeniom podczas trzęsienia ziemi w 1509 oraz podczas pożaru w XVII wieku. Sułtan Selim III odrestaurował twierdzę w XVIII wieku. Na terenie twierdzy zaczęły powstawać osiedla, które w 1953 z rozporządzenia prezydenta Celala Bayara wyburzono i rozpoczęto gruntowną rekonstrukcję fortecy. W wieży Saruca Paszy otworzono muzeum.
Forteca jest otoczona murami, posiada jedną małą, trzy duże wieże, oraz trzynaście małych strażnic. Wieże zostały nazwane imionami wezyrów, którzy ufundowali ich powstanie: Halila Paszy, Saruca Paszy, Zaganosa Paszy. Twierdza posiada trzy bramy, każde obok dużej wieży, oraz niższy mur zewnętrzny zabezpieczający wejście do wieży od strony Bosforu. Forteca posiadała drewniane domy dla żołnierzy oraz meczet (po którym pozostał minaret). Woda do fortecy była dostarczana z cysterny znajdującej się pod meczetem i rozprowadzana do trzech fontann umieszczonych na ścianach. Zachowała się jedna fontanna.
Z twierdzą związana jest legenda mówiąca o jej powstaniu: sułtan Mehmed II Zdobywca wymógł na ówczesnym władcy Bizancjum Konstantynie XI, zgodę na budowę zamku w europejskiej części miasta, na tak dużym terenie, jakie pokryje skóra niedźwiedzia nie dodając, że chodzi mu o skórę niedźwiedzia pokrojoną w cienkie pasy. Adam Mickiewicz wykorzystał tę legendę w Księdze IV Pana Tadeusza. Inna legenda związana z tym miejscem mówi, że z jednej z baszt Rumeli Hisarı, zrzucano niewierne żony sułtanów, zaszyte w skórzany worek wypełniony kamieniami.